# 6in4
6in4 és un mecanisme de transició per migrar d'IPv4 a IPv6. 6in4 utilitza tècniques de tunelització per encapsular trànsit IPv6 dins d'enllaços IPv4 configurats explícitament, tal com defineix la RFC 4213. El trànsit 6in4 circula per la Internet IPv4 dins de paquets IPv4 marcats amb el número de protocol 41. Aquest número de protocol s'ha designat específicament per a encapsulació d'IPv6. En 6in4, la capçalera del paquet IPv4 va seguida immediatament pel paquet IPv6 que s'està transportant. Això vol dir que cost extra de l'encapsulació és només la mida de la capçalera IPv4, de 20 bytes. Amb una MTU (Unitat de Transmissió Màxima) d'Ethernet, de 1500 bytes, es poden enviar doncs paquets IPv6 de 1480 bytes sense fragmentar. La tunelització 6in4 també es coneix com a proto-41 static perquè els punts extrems es configuren de manera estàtica. Encara que els túnels 6in4 se solen configurar manualment, hi ha utilitats que permeten de configurar els paràmetres del túnel de manera automàtica obtenint informació d'un servidor de Tunnel Information and Control.
No s'ha de confondre amb altres mètodes de noms similars, com 6to4 o 6over4, que descriuen mecanismes diferents. El mètode 6to4 també fa servir el protocol 41, però en comptes de configurar els extrems de manera estàtica, la informació sobre l'adreça de l'extrem IPv4 es deriva de les adreces IPv6 que hi ha dins de la capçalera del paquet IPv6.

## Traducció d'adreces(NAT)
Quan un extrem d'un túnel 6in4 està darrere d'un NAT, en alguns casos pot funcionar igualment, utilitzant la funcionalitat de DMZ del router que fa NAT. Aquest router enviarà tots els paquets que arribin amb protocol 41 a l'ordinador que s'hagi configurat, i el túnel es podrà establir. Alguns dispositius NAT fins i tot permeten el funcionament de 6in4 de manera transparent.

## Túnels 6in4 dinàmics i heartbeat
Encara que els túnels 6in4 són per naturalesa estàtics, es poden tenir extrems dinàmics del túnel amb l'ajuda de protocols com el heartbeat. Amb el protocol heartbeat, un extrem comunica a l'altra banda del túnel la seva ubicació actual. Després, una eina automàtica com AICCU pot actualitzar els extrems, fent que a la pràctica l'extrem sigui dinàmic encara que s'estigui utilitzant el protocol 6in4. Aquest tipus de túnels se solen anomenar 'proto-41 heartbeat'.

## Problemes de seguretat
El protocol 6in4 no té funcionalitats de seguretat, i s'hi poden doncs injectar paquets IPv6 fàcilment, falsejant l'adreça origen IPv4 d'un extrem del túnel, i enviant el paquet cap a l'altre extrem. Aquest problema es pot mitigar parcialment implementant filtratge a l'entrada de la xarxa, o amb IPsec.
Aquesta debilitat de seguretat de 6in4 va ser aprofitada per a fins d'investigació en un mètode anomenat IPv6 Tunnel Discovery que va permetre els investigadors de descobrir túnels IPv6 en funcionament a tot el món.